# LendingTree Bowl 2020 (janvier)
Match précédent Match suivant
Le LendingTree Bowl 2020 est un match de football américain de niveau universitaire joué après la saison régulière de 2019, le 6 janvier 2020 au Ladd Peebles Stadium de Mobile dans l'État de l'Alabama aux États-Unis.
Il s'agit de la 21e édition du LendingTree Bowl.
Le match met en présence l'équipe des Ragin' Cajuns de Louisiana issue de la Sun Belt Conference et l'équipe des Redhawks de Miami issue de la Mid-American Conference.
Il débute à 18 h 30 locales et est retransmis à la télévision par ESPN.
Sponsorisé par la société LendingTree (en), le match est officiellement dénommé LendingTree Bowl 2020.
Louisiana gagne le match sur le score de 27 à 17.

## Présentation du match
Il s'agit de la 3e rencontre entre les deux équipes, Miami ayant remporté les deux premières.
| Équipes                                                                                              | Conférences | Entraîneurs       | Stats. saison rég. | Classements avant le bowl | Classements avant le bowl | Classements avant le bowl |
| --- | ----------- | ----------------- | ------------------ | ------------------------- | ------------------------- | ------------------------- |
| Équipes                                                                                              | Conférences | Entraîneurs       | Stats. saison rég. | CFP                       | AP                        | Coaches                   |
| Ragin' Cajuns de Louisiane                                                                           | Sun Belt    | Billy Napier (en) | 10 - 3             | NC                        | NC                        | NC                        |
| Redhawks de Miami                                                                                    | MAC         | Chuck Martin (en) | 8 - 5              | NC                        | NC                        | NC                        |
| - Arbitre : Mike Roche (AAC). - Équipe donnée favorite par les bookmakers : Louisiana par 14 points. |             |                   |                    |                           |                           |                           |

| Saison | Date              | Vainqueur | Score   | Perdant   | Compétition                             |
| ------ | ----------------- | --------- | ------- | --------- | --------------------------------------- |
| 1991   | 5 octobre 1991    | Miami     | 27 - 14 | Louisiana | Saison régulière à Lafayette, Louisiane |
| 1993   | 11 septembre 1993 | Miami     | 29 - 28 | Louisiana | Saison régulière à Oxford, Ohio         |

### Ragin' Cajuns de Louisiana
Avec un bilan global en saison régulière de 10 victoires et 2 défaites (7-0 en matchs de conférence), Louisiana est éligible et accepte l'invitation pour participer au LendingTree Bowl de 2020.
Ils terminent 1er de la West Division de la Sun Belt Conference. Ils perdent ensuite la finale de conférence 38 à 45 contre Appalachian State. À l'issue de la saison 2019, ils n'apparaissent pas dans les classements CFP, AP et Coaches.
C'est leur première apparition au LendingTree.
| Postes      | Joueurs          | Statistiques                                                      |
| ----------- | ---------------- | ----------------------------------------------------------------- |
| Quarterback | Levi Lewis       | 224/353 passes réussies pour 2 804 yards, 24 TDs, 4 interceptions |
| Coureur     | Elijah Mitchell  | 187 courses pour 1 092 yards nets gagnés et 15 TDs                |
| Receveur    | Jamarcus Bradley | 53 réceptions pour 818 yards et 8 TDs                             |

### Redhawks de Miami
Avec un bilan global en saison régulière de 7 victoires et 5 défaites (5-2 en matchs de conférence), Miami est éligible et accepte l'invitation pour participer au LendingTree de 2020.
Ils terminent 1er de l'East Division de la Mid-American Conference. Ils gagnent ensuite la finale de conférence 26 à 21 contre Central Michigan. À l'issue de la saison 2019, ils n'apparaissent pas dans les classements CFP, AP et Coaches.
C'est leur 3e participation au LendingTree Bowl.
| Nom du bowl           | Dates            | Saisons | Vainqueur             | Scores  | Finaliste                           | Bilan     |
| --------------------- | ---------------- | ------- | --------------------- | ------- | ----------------------------------- | --------- |
| GMAC Bowl 2003        | 18 décembre 2003 | 2003    | Miami Redhawks (13-1) | 49 - 28 | Louisville Cardinals (9-4)          | V : 1 - 0 |
| GoDaddy.com Bowl 2011 | 6 janvier 2011   | 2010    | Miami Redhawks (10-4) | 35 - 21 | Middle Tennessee Blue Raiders (6-7) | V : 2 - 0 |

| Postes      | Joueurs       | Statistiques                                                      |
| ----------- | ------------- | ----------------------------------------------------------------- |
| Quarterback | Brett Gabbert | 153/285 passes réussies pour 2 163 yards, 11 TDs, 8 interceptions |
| Coureur     | Jaylon Bester | 152 courses pour 689 yards nets gagnés et 12 TDs                  |
| Receveur    | Jack Sorenson | 34 réceptions pour 461 yards et 4 TDs                             |

## Résumé du match
Début du match à  18 h 30, fin à  21 h 42 pour une durée totale de jeu de 3 h 12 min, températures de 14 °C, vent de SO de 10 km/h, ciel clair.
| QT            | Temps         | Drive         | Drive         | Drive         | Équipe        | Description de l'action | Score | Score |
| ------------- | ------------- | ------------- | ------------- | ------------- | ------------- | --- | ----- | ----- |
| QT            | Temps         | Jeux          | Yards         | TDP           | Équipe        | Description de l'action | LA    | MIA   |
| 2             | 10:25         | 10            | 66            | 04:35         | MIA           | TD à la suite d'une course de 5 yards par RB Jaylon Bester + 1 point de conversion par K Sam Sloman                                       | —     | 7     |
| 2             | 06:32         | 10            | 59            | 03:53         | LA            | FG de 33 yards par K Stevie Artigue | 3     | —     |
| 2             | 01:05         | 7             | 57            | 03:02         | LA            | TD à la suite d'une course de 2 yards par RB Elija Mitchell + 1 point de conversion par K Stevie Artigue                                  | 10    | —     |
|               |               |               |               |               |               | |       |       |
| 3             | 10:51         | 9             | 70            | 04:09         | LA            | TD de 9 yards à la suite d'une passe de QB Levi Lewis réceptionnée par WR Ja'Marcus Bradley + 1 point de conversion par K Stevie Artigue  | 17    | —     |
| 3             | 05:18         | 11            | 58            | 05:33         | MIA           | FG de 39 yards par K Sam Sloman | —     | 10    |
| 3             | 02:26         | 9             | 79            | 02:52         | LA            | TD de 12 yards à la suite d'une passe de QB Levi Lewis réceptionnée par WR Ja'Marcus Bradley + 1 point de conversion par K Stevie Artigue | 24    | —     |
|               |               |               |               |               |               | |       |       |
| 4             | 11:35         | 14            | 77            | 05:51         | MIA           | TD à la suite d'une course de 1 yard par RB Jaylon Bester + 1 point de conversion par K Sam Sloman                                        | —     | 17    |
| 4             | 04:35         | 6             | 27            | 02:50         | LA            | FG de 38 yards par K Stevie Artigue | 27    | —     |
| Score final : | Score final : | Score final : | Score final : | Score final : | Score final : | Score final : | 27    | 17    |

## Statistiques
| Systèmes      | Noms              | Équipes                   | Postes |
| ------------- | ----------------- | ------------------------- | ------ |
| Match         | Levi Lewis        | Ragin'Cajuns de Louisiana | QB     |
| Attaque       | Ja'Marcus Bradley | Ragin'Cajuns de Louisiana | WR     |
| Défense       | Eric Garror       | Ragin'Cajuns de Louisiana | DB     |
| Éq. Spéciales | Stevie Artigue    | Ragin'Cajuns de Louisiana | PK     |

| Statistiques                           | Ragin' Cajuns de Louisiana                              | Redhawks de Miami                                       |
| -------------------------------------- | ------------------------------------------------------- | ------------------------------------------------------- |
| 1er down                               | 18                                                      | 22                                                      |
| 1er down à la course                   | 8                                                       | 8                                                       |
| 1er down à la passe                    | 9                                                       | 12                                                      |
| 1er down suite pénalité                | 1                                                       | 2                                                       |
| Conversion de 3e down                  | 5/12                                                    | 6/13                                                    |
| Conversion de 4e down                  | 0/0                                                     | 0/2                                                     |
| Jeux–yards                             | 60 jeux pour 401 yards                                  | 68 jeux pour 351 yards                                  |
| Yards à la course                      | 34 courses pour 156 yards (moyenne de 4,6 yards/course) | 37 courses pour 103 yards (moyenne de 2,8 yards/course) |
| Yards à la passe                       | 246                                                     | 248                                                     |
| Passes : Réussies-Tentées-Interceptées | 19/26 passes complétées, 0 interception                 | 22/31 passes complétées, 0 interception                 |
| Réussite en zone rouge/chances         | 5/5                                                     | 3/4                                                     |
| TD                                     | 3                                                       | 2                                                       |
| Field Goals                            | 2/2                                                     | 1/1                                                     |
| Sacks (Nombre-Yards)                   | 3 pour 19 yards adverses perdus                         | -                                                       |
| Fumbles (Nombre/Perdus)                | 1/0                                                     | 2/1                                                     |
| Pénalités (Nombre/Yards perdus)        | 9 pour 53 yards perdus                                  | 3 pour 23 yards perdus                                  |
| Temps de possession                    | 28:17                                                   | 31:43                                                   |

| Ragin' Cajuns de Louisiana |                   | |
| Quarterback                | Levi Lewis        | 16/26 passes complétées, 246 yards, 0 interception, 2 TDs, 0 sack subi, évaluation du QB de 177,9  |
| Meilleur coureur           | Levi Lewis        | 6 courses pour 62 yards nets gagnés, 0 TD, moyenne de 7,8 yards/course                             |
| Meilleur receveur          | Ja'Marcus Bradley | 7/8 réceptions pour 88 yards gagnés, 2 TDs                                                         |
| Meilleur tackler           | Terik Miller      | 8 tacles dont 3 en solo, 1 TFL (3 yards)                                                           |
| Redhawks de Miami          |                   | |
| Quarterback                | Brett Gabbert     | 22/31 passes complétées, 248 yards, 0 interception, 0 TD, 3 sacks subis, évaluation du QB de 138,2 |
| Meilleur coureur           | Tyre Shelton      | 6 courses pour 59 yards nets gagnés, 0 TD, moyenne de 9,8 yards/course                             |
| Meilleur receveur          | Jack Sorenson     | 10/14 réceptions pour 107 yards gagnés, 0 TD                                                       |
| Meilleur tackler           | Ryan McWood       | 9 tacles dont 4 en solo, ½ TFL (5 yards), 1 sack (3 yards), 1 FF et 1 FR                           |